# Viksøyri
Viksøyri (ook Vikøyri, plaatselijk: Øyri) is een plaats in de Noorse gemeente Vik, provincie Vestland. Viksøyri telt 1093 inwoners (2007) en heeft een oppervlakte van 1,35 km².
Bezienswaardig is onder andere de staafkerk van Hopperstad, staafkerk uit 1140 en de Hove kerk uit 1150.